# Monbake
Monbake, nombre comercial de Monbake Grupo Empresarial S.A.U., es una empresa española con origen y sede en Navarra, aunque a finales de 2024 informó de su intención de cambiar su sede a Alcobendas (Madrid).
Monbake se forma oficialmente en 2018 con la fusión de la navarra Berlys Corporación y la catalana Bellsolà, ambas compañías dedicadas al pan precocido. La creación se dio tras la compra del fondo de inversión francés Ardian con expectativa de crear el grupo empresarial panadero más grande de España.

## Historia
La compañía predecesora de Monbake, Berlys Corporación, se formó en 1994, siendo en aquel momento sucesor de la compañía Panasa.
Panaderías Navarras S.A. (Panasa) era una empresa navarra fundada en 1968 por parte de varias panaderías de arraigo familiar de distintas zonas de Navarra, algunas de ellas en funcionamiento desde 1897.
En la década de 1990, con la revolución para las panaderías del pan recocido y su popularización, el entramado empresarial de Panasa, distribuido en fábricas de pan recocido y panaderías con venta de cara al público que sumaban cerca de 1500 trabajadores, se transformó en Berlys Corporación.
De 1994 a 2010, la compañía creció llegando a contar con 180 establecimientos de sus marcas Bertiz, La Tahona, Horno Artesano y Taberna además de 7 fábricas de producción del pan precocido que luego se repartía en las mismas panaderías.
A finales de 2010, las compañías inversoras Mercapital y Artá Capital se hicieron con una participación mayoritaria del grupo por unos 340 millones de euros, reformándolo en 2013 como Berlys Corporación Alimentaria, donde aglutinaron las 11 compañías en las que se dividía hasta entonces el grupo.
En 2018, Berlys Corporación Alimentaria fue comprada por el fondo de inversión francés Ardian, que volvió a reformar el grupo al adquirir a su vez Bellsolà, creando el Grupo Empresarial Monbake, esperando crear así la compañía panadera líder en España por volumen de producción y venta.
En 2024 Monbake es adquirida por el fondo de capital riesgo británico CVC Capital Partners en una operación de 1000 millones de euros con Ardian para la compañía que sumaba unos 1700 trabajadores y promediaba una facturación anual de 400 millones de euros. El mismo año el grupo se hizo con la compañía murciana La Niña del Sur, especializada en productos ultracongelados.
En marzo de 2025 adquirió la empresa gallega Sanbrandán, una empresa de panaderías fundada en 1970 en La Coruña y que había sido adquirida por CVC el año anterior.

## Estructura

### Marcas
Algunas de las marcas propiedad de Monbake son:
- Bellsolà
- Bertiz
- Taberna
- Tahona
- Horno Artesano
- El Molino
- Pastelerías Iruña
- Sanbrandán
- Körfest
- Betina
- La Niña del Sur

### Instalaciones
Monbake cuenta con 9 fábricas en España:
- Mutilva Baja (Navarra)
- Tajonar (Navarra)
- Sarriguren (Navarra)
- Aiguaviva (Gerona)
- Irún (Guipúzcoa)
- Echano (Vizcaya)
- Noblejas (Toledo)[15]
- Alcobendas (Madrid)
- Alicante (Alicante)